# Zbojné
Zbojné (in ungherese Bajna) è un comune della Slovacchia facente parte del distretto di Medzilaborce, nella regione di Prešov.